# Kamil Sylwestrzak
Kamil Sylwestrzak (ur. 16 lipca 1988 w Słubicach) – polski piłkarz występujący na pozycji obrońcy w polskim klubie Wisła Płock. Wychowanek Odry Górzyca, w swojej karierze reprezentował także barwy Polonii Słubice, Mieszka Gniezno, Ilanki Rzepin, Celulozy Kostrzyn nad Odrą, Chrobrego Głogów, Chojniczanki Chojnice oraz Korony Kielce. Obecnie występuje na poziomie III ligi w barwach KP Starogard Gdański.

## Statystyki kariery
( aktualne na dzień 19 kwietnia 2021 roku )

| Klub                  | Sezon              | Liga               | Liga  | Liga   | Puchar Polski | Puchar Polski | Suma  | Suma   |
| Klub                  | Sezon              | Liga               | Mecze | Bramki | Mecze         | Bramki        | Mecze | Bramki |
| --------------------- | ------------------ | ------------------ | ----- | ------ | ------------- | ------------- | ----- | ------ |
| Mieszko Gniezno       | 2007/08            | III liga           | 10    | 2      | 0             | 0             | 10    | 2      |
| Ilanka Rzepin         | 2008/09            | III liga           | 14    | 1      | 0             | 0             | 14    | 1      |
| Ilanka Rzepin         | 2009/10            | III liga           | 24    | 0      | 0             | 0             | 24    | 0      |
| Ilanka Rzepin         | 2010/11            | III liga           | 25    | 3      | 0             | 0             | 25    | 3      |
| Chrobry Głogów        | 2011/12            | II liga            | 23    | 3      | 2             | 0             | 25    | 3      |
| Chojniczanka Chojnice | 2012/13            | II liga            | 17    | 0      | 2             | 0             | 19    | 0      |
| Korona Kielce         | 2012/13            | Ekstraklasa        | 2     | 0      | 0             | 0             | 2     | 0      |
| Korona Kielce         | 2013/14            | Ekstraklasa        | 33    | 3      | 1             | 0             | 34    | 3      |
| Korona Kielce         | 2014/15            | Ekstraklasa        | 28    | 5      | 1             | 0             | 29    | 5      |
| Korona Kielce         | 2015/16            | Ekstraklasa        | 34    | 4      | 0             | 0             | 34    | 4      |
| Wisła Płock           | 2016/17            | Ekstraklasa        | 20    | 3      | 1             | 0             | 21    | 3      |
| Wisła Płock           | 2017/18            | Ekstraklasa        | 2     | 0      | 0             | 0             | 2     | 0      |
| Chojniczanka Chojnice | 2018/19            | I liga             | 21    | 0      | 1             | 0             | 22    | 0      |
| Chojniczanka Chojnice | 2019/20            | I liga             | 15    | 1      | 0             | 0             | 15    | 1      |
| KP Starogard Gdański  | 2020/21            | III liga           | 15    | 0      | 0             | 0             | 15    | 0      |
| Ogólnie w karierze    | Ogólnie w karierze | Ogólnie w karierze | 303   | 25     | 16            | 0             | 319   | 25     |